# 피터 맥로비
피터 맥로비(Peter McRobbie, 1943년 1월 31일 ~ )는 미국의 배우이다.

## 출연 작품

### 영화
- 젤리그 (1983)
- 카이로의 붉은 장미 (1985)
- 맨하탄 프로젝트 (1986, The Manhattan Project)
- FBI 기동 타격대 (1988, In the Line of Duty: The F.B.I. Murders)
- 조니 수에드 (1991, Johnny Suede)
- 그림자와 안개 (1992)
- 스쿨 타이 (1992)
- 앤 더 밴드 플레이드 온 (1993, And the Band Played On)
- Twilight Zone: Rod Serling's Lost Classics (1994)
- 네온 바이블 (1995, The Neon Bible)
- 마이티 아프로디테 (1995)
- 파루카빌 (1996, Palookaville)
- 불의 수확 (1996, Harvest of Fire)
- 미스터 커티 (1996)
- 빅 나이트 (1996)
- 슬리퍼스 (1996)
- 웨딩 소나타 (1997)
- 스네이크 아이 (1998)
- 제이디드 (1998, Jaded)
- 세바스찬 콜의 모험 (1998, The Adventures of Sebastian Cole)
- A Fish in the Bathtub (1999)
- Kill by Inches (1999)
- 샤프트 (2000)
- 스몰 타임 크룩스 (2000)
- 큐피드 앤 케이트 (2000, Cupid & Cate)
- 러브 더 하드 웨이 (2001, Love the Hard Way)
- Corn (2004)
- 스파이더맨 2 (2004)
- 4월의 어느 날 (2005)
- 브로크백 마운틴 (2005)
- 악명높은 베티 페이지 (2005)
- 혹스: 욕망의 법칙 (2006)
- 월드 트레이드 센터 (2006) - 앨리슨의 아버지 역
- 식스틴 블록 (2006)
- 그레이시 스토리 (2007)
- I Don't Talk Service No More (2011) - 단편
- Dark Horse (2011) - 아니 역
- 하늘 높이 (2014, No Llores Vuela)
- 더 비지트 (2015) - 팝 팝 역
- 스파이 브릿지 (2015) - 앨런 덜리스 역
- Confirmation (2016)
- 다니엘 이즌 리얼 (2019) - 퍼시 티그펜 역

### 텔레비전
- 로앤오더: 범죄 전담반 (1991, 1992, 1995, 1998, 2001-09)
- 로앤오더: 성범죄 전담반 (2003-12)
- Conviction (2006)
- 대미지 (2007-09)
- 애즈 더 월드 턴즈 (2008)
- 보드워크 엠파이어 (2010-13)
- 빌리브 (2014)
- 데어데블 (2015-18)
- 에일리어니스트 (2018)